# Cixius tsuifenghuenis
Cixius tsuifenghuenis är en insektsart som beskrevs av Tsaur 1991. Cixius tsuifenghuenis ingår i släktet Cixius och familjen kilstritar. Inga underarter finns listade i Catalogue of Life.